# 瑜伽行唯識學派
瑜伽行派 （Yogācāra），又稱唯識派（Vijñānavāda）、唯識宗、唯識瑜伽行派、法相宗、應理圓實宗，印度大乘佛教的兩大主要學派之一，推尊彌勒為始祖，無著、世親時正式建立唯識學派，主張「境空識有，萬法唯識」，以阿賴耶識為萬法所依，由三自性而成立一切法。其修行方法是依妄分別識的有，遮遣外境的非有；再依外境的非有，了悟識也不可得─境空心寂，契入真如。
此派根本經典為《解深密經》和《瑜伽師地論》，重要的論師還有陳那、護法、安慧、法稱等，那爛陀寺一度是其根據地，此學派後分為二，和如來藏學派合流的成為真心派，反之為妄心派。傳入中國分為三派：地論師（真心派）、攝論師（妄心派向真心派的過渡）、唯識師（妄心派）。
唯識學派與中觀學派並列，為大乘佛教的理論基礎之一。在漢傳佛教的傳統判教理論中，唯識學派被稱為有宗、法相宗，而中觀學派被稱為“空宗”或“破相宗”。印順法師稱唯識學派（妄心派）為虛妄唯識論。藏傳佛教稱為廣行派、廣大行派（藏語：རྒྱ་ཆེན་སྤྱོད་བརྒྱུད，rgya-chen spyod brgyud；梵語(回譯)：Udāra-carita paramparā）。

## 名稱

### 瑜伽行派
瑜伽，意為相應，即是在禪定修行中，心境相應，是印度教中修行方法之一。根據《薄伽梵歌》，瑜伽是一種個人靈魂與宇宙靈魂合一（梵我）的修行方法。在古印度宗教中，由奧義書與薄伽梵歌傳統，發展出瑜伽派、勝論派與數論派等。
佛教沿用此名，作為禪定或止觀的代名詞。所謂瑜伽行（Yogācāra），就是修行種種禪定觀行，其中最常用者，為上座部部派所修之數息觀與不淨觀。修習種種觀行的佛教僧侶，被稱為瑜伽師或觀行師，這些瑜伽行者，即是唯識學派的前身。部派佛教時期，說一切有部中，出現被稱為瑜伽師的流派，隨後出現了瑜伽行派，以《瑜伽師地論》為根本論書，創始祖師相傳為彌勒。

### 唯識學派
瑜伽行派隨後為無著繼承。在無著之後，其弟世親與弟子無性等人，繼續發展他的學說，繼承《解深密經》與《攝大乘論》的傳統，以唯識無境為根本宗義，唯識學派因此得名。

### 法相宗
印度那爛陀寺中，屬瑜伽行唯識學派（有宗）之護法、戒賢等人，依《解深密經》與《瑜伽師地論》等經典，建立法相宗；而屬中觀學派（空宗）之清辯、智光等人，建立破相宗。空、有二宗，形成那爛陀寺中的兩大宗派，這個分類隨後傳入中國。

## 歷史
瑜伽行派的歷史起源不明，說一切有部《大毗婆沙論》記載了一個小流派，這個學派的成員，被稱為瑜伽師。瑜伽師的見解屬於上座部傳統，與譬喻師相近，其流傳地區在西北印度一帶，學者一般將他們視為在說一切有部之下獨立發展的流派，但他們有部份學說與分别說部相近。現代學者，如印順等人，比較了《大毗婆沙論》中記載的瑜伽師學說，與《瑜伽師地論》中的學說一致，因此認為瑜伽師為瑜伽行派的前身。
瑜伽師何時發展為瑜伽行派，其歷史不明，瑜伽行派的主要學說，在《瑜伽師地論》出現後完成，《瑜伽師地論》因此被認為是瑜伽行派的根本論。傳統上認為《瑜伽師地論》由彌勒傳給無著，由無著寫成，彌勒也因此被尊為瑜伽行派之祖。古代相傳彌勒即是彌勒菩薩，無著在禪定中上升兜率天內院聽彌勒菩薩講學，回世間後，寫成《瑜伽師地論》。日本僧侶學者宇井伯壽認為，無著之師並不是釋迦牟尼時代的彌勒，而是後世中印度的同名論師，是真實存在的歷史人物，因為同名，而訛傳為彌勒菩薩本人。但《惟曰雜難經》記載有阿羅漢遇到世友菩薩問難時，於定中以神通上升兜率天親自求教於彌勒的傳說，因此印順法師認為他們也有可能是經由宗教神秘體驗而傳承。現代學者考證，《瑜伽師地論》並不是一人一時之作，而是由論師集體創作，歷代集結而成，到了彌勒與無著時代，正式定稿。
瑜伽行派的學說，貫通部派佛教與大乘佛教。《瑜伽師地論》中的〈本地分〉主要引用《雜阿含經》，〈聲聞地〉中討論了部派佛教的阿毗達摩論典，但到了晚期加入的〈攝決擇分〉中，則引用了大乘佛教的《解深密經》。在瑜伽行派學說，經無著及其弟世親整理及發揚後，成為一個純粹大乘的宗派。世親將唯識無境作為根本宗義，此後，這個宗派開始被稱為唯識派，與中觀派並舉，成為大乘佛教中的兩大主流學派。
在無著及世親之後，其學說傳承的情況也不是很清楚。無著與世親之後，有陳那、法称，發展因明學，並以因明學來解釋唯識。玄奘至印度留學時，那爛陀寺成為唯識學研究的重鎮，當時已有十大論師，透過為世親《唯識三十論頌》作釋論而確立了各自的學說。十大論師中，被區分為古學，與今學兩大派，古學派是以解說無著、世親學說為主，而今學則是以新引入的因明學來推衍、闡述，並逐步與如來藏學派合流。
陳那弟子護法為那爛陀寺住持，與安慧、清辯同時，清辯反對護法所說的「於有及無總說無性」，與護法進行了空、有諍論，清辯曾希望當面辯論，但被拒絕。在護法之後，其弟子戒賢，續掌那爛陀寺，依三時教而立法相宗。
玄奘至印度求學時，初師事戒賢，後受學於勝軍二年，並為探究關於《瑜伽論》的問題而要去斯里蘭卡參學，卻因斯里蘭卡內亂而止步於印度最南端的建志城。在月官之後，唯識學派在印度本土衰微。

## 外傳
漢傳佛教中，最早傳布唯識學派的人為菩提留支、真諦譯師等人。其師承不詳，但其學說主要是唯識古學，與安慧相近，稱為古譯派或古學。此派在中國形成了地論宗、攝論宗，影響了華嚴宗、天台宗與禪宗。
真諦之後，玄奘至印度那爛陀留學，師從戒賢，將戒賢一系的唯學今學傳布中國。玄奘弟子有大乘基等人形成慈恩宗，稱新譯派或新學，吸納了舊有地論宗、攝論宗成為中國的唯識學正宗，但因受會昌毀佛影響，唐朝之後，慈恩宗的傳承衰微，相關著作散失。
日本奈良時代，日本學僧將慈恩宗相關經典及學說由中國帶往日本，成為南都六宗之一，其傳承因此在日本流傳下來。
中國明末憨山德清一度想復興慈恩宗，作《性相通說》簡述其宗義，但受限於典籍不足，沒有進一步發展。清朝末年，楊仁山至日本取回法相宗經典，引起學術界的風潮。民國時代，歐陽竟無領導的支那內學院，在中國南方復興唯識學研究，韓清淨在北方也起而倡導，使唯識學派在中國重新恢復。支那內學院的研究，利用日本傳回的慈恩宗著作，加上藏傳佛教著作，以及歐美的梵文佛教研究成果，使唯識學研究現代化，其影響最為深遠。
藏傳佛教，主要以安慧學說為主。安慧的核心論書，沒有被傳譯到汉族地区，但在中国西藏地区被保留下來。

## 主要理论
唯识学派的主要理論有三自性（遍計所執性、依他起性、圓成實性）、三無性（相無自性、生無自性、勝義無自性）學說，一切種子心即阿賴耶識和染污意即第七識，它們分別為意識的種子依和俱有依，還有唯識無境和唯識四分等。

瑜伽行唯識學派在其阿毘達磨體系中承襲了十八界理論，並將其“十一識”學說配入十八界中。無著《攝大乘論》：
|  | 此中何者依他起相？謂：阿賴耶識為種子，虛妄分別所攝諸識。此復云何？謂：身、身者、受者識，彼所受識（應受識），彼能受識（正受識），世識，數識，處識，言說識，自他差別識，善趣惡趣死生識。 此中若身、身者、受者識，彼所受識，彼能受識，世識，數識，處識，言說識，此由名言熏習種子。若自他差別識，此由我見熏習種子。若善趣惡趣死生識，此由有支熏習種子。由此諸識一切界趣雜染所攝。…… 此中身、身者、受者識，應知即是眼等六內界。彼所受識，應知即是色等六外界。彼能受識，應知即是眼等六識界。其餘諸識，應知是此諸識差別。 |

眼等五內界對應“身識”，六識界對應“能受識”，意界與“身者識”、“受者識”二者的關係，有兩種學說：
- 世親《攝大乘論釋》：「謂身、身者、受者識者：身，謂眼等五界。身者，謂染污意。能受者，謂意界。」
- 無性《攝大乘論無性釋》：「謂身、身者、受者識者：如後當說，眼等六內界為性，如其所應。眼等五識所依意界，名身者識。第六意識所依意界，名受者識。」

此二釋論之間的不同體現了唯識古學和唯識今學之間的根本分歧，導致了第七識是阿陀那識還是末那識等諍論。漢傳法相宗採用了無性論師的學說。意界二分，其中“第六意識所依意界”即意根末那識，對應“受者識”；眼等五識所依意界對應“身者識”，即阿賴耶識。

## 五位百法
根据《百法明门论》，唯识学派对一切“万有诸法”进行的分类，简称“五位百法”。其分为五类：心法、心所法、色法、心不相应行法、无为法。共计有百种法，所以称为“五位百法”。
- 心法（citta-dharma，8种）：眼识（cakṣur-vijñāna）、耳识（śrotra-vijñāna）、鼻识（ghrāṇa-vijñāna）、舌识（jihvā-vijñāna）、身识（kāya-vijñāna）、意识（mano-vijñāna）、末那识（manas-vijñāna）、阿赖耶识（ālaya-vijñāna）
- 心所法（caitasika-dharma，51种）：
  - 遍行心所（sarvatraga，5种）作意（manaskāra）、触（sparśa）、受（vedanā）、想（saṃjñā）、思（cetanā）
  - 别境心所（viniyata，5种）欲（chanda）、胜解（adhimokṣa）、念（smṛti）、定（samādhi）、慧（prajñā）
  - 善心所（kuśala，11种）信（śraddhā）、精进（vīrya）、惭（hrī）、愧（apatrāpya）、无贪（alobha）、无瞋（adveṣa）、无痴（amoha）、轻安（praśrabdhi）、不放逸（apramāda）、行舍（upekṣa）、不害（ahiṃsā）
  - 烦恼（kleśa，6种）贪（rāga）、瞋（pratigha）、痴（mūḍhi）、慢（māna）、疑（vicikitsā）、不正见（mithyā-dṛṣṭi）
  - 随烦恼（upakleśa，21种）
    - 小随烦恼：忿（krodha）、覆（mrakṣa）、悭（mātsarya）、嫉（īrasyā）、恼（pradāsa）、害（vihiṃsā）、恨（upanāha）、谄（śāṭhya）、诳（māyā）、憍（mada）
    - 中随烦恼：无惭（āhrīkya）、无愧（anapatrāpya）
    - 大随烦恼：放逸（pramāda）、懈怠（kausīdya）、不信（āśraddhya）、昏沉（styāna）、掉举（auddhatya）、失念（muṣitasmṛtitā）、散乱（vikṣepa）、不正知（asaṃprajanya）

  - 不定（aniyata，4种）：悔（kaukṛtya）、眠（middha）、寻（vitarka）、伺（vicāra）
- 色法（rūpa-dharma，11种）：
  - 五根：眼（cakṣus）、耳（śrotra）、鼻（ghrāṇa）、舌（jihvā）、身（kāya）
  - 五境：色（rūpa）、声（śabda）、香（gandha）、味（rasa）、触（spraṣṭavya）
  - 法处所摄色（dharmāyatanikāni rūpāni）
- 心不相应行法（citta-viprayukta-saṃskāra-dharma，24种）：有得（prāpti）、命根（jīvitendriya）、众同分（nikāya-sabhāga）、异生性（visabhāga）、无想定（asaṃjñi-samāpatti）、灭尽定（nirodha-samāpatti）、无想报（āsaṃjñika）、名身（nāma-kāya）、句身（pada-kāya）、文身（vyañjana-kāya）、生（jāti）、老（jarā）、住（sthiti）、无常（anityatā）、流转（pravṛtti）、定异（pratiniyama）、相应（yoga）、势速（jāva）、次第（anukrama）、方（deśa）、时（kāla）、数（saṃkhyā）、和合性（sāmagrī）、不和合性（anyathātva）
- 无为法（asaṃskṛta-dharma，6种）：虚空无为（ākāśa）、择灭无为（pratisaṃkhyā-nirodha）、非择灭无为（apratisaṃkhyā-nirodha）、不动无为（āniñjya）、想受灭无为（saṃjñā-vedayita-nirodha）、真如无为（tathatā）

## 支派
現代研究稱對於阿賴耶識的性質，唯識學中又分兩派：
- 接近大眾部、分別說部的真心派，如地論師等，主張不生不滅與生滅和合，非一非異，名阿賴耶識，許真如隨熏和合，成此本識，能生萬法（如來藏緣起）[1]。南北朝真諦三藏據安慧[25]學說建立的攝論宗是妄心派向真心派的過渡，主張賴耶通真妄，「依他性」的識是由種子所生（種子緣起），其「解性賴耶」只指心真如性，沒有生起無漏清淨法的功能[1]。當經由修行[26]，阿賴耶識與以其為根本的諸煩惱染雜俱滅之後[27]，修行者能夠證得「心性本淨」[28]的心真如[29]，即阿摩羅識，最終可究竟成佛[30]。
- 接近說一切有部的妄心派，唐朝玄奘三藏據護法[31]學說建立的法相宗屬於此派，以虛妄心為染淨的所依，清淨法是附屬的。他們主張阿賴耶識唯妄非真，其中包涵的種子開發萬法[32]。從有漏的種子開顯迷界，從無漏的種子[33]開顯悟界。淨化阿賴耶識，善淨第八識成大圓鏡智，則可最終成佛。妄心派認為真如不變凝然不動，不許真如隨緣，亦不許真如受熏。

## 流傳與爭論
- 歐陽竟無認為，瑜伽行派傳至無著時，無著首創法相宗與唯識宗。其中，世親所繼承的，是唯識宗的部份，以《攝大乘論》為主。師子覺繼承了法相宗，以《大乘阿毘達磨集論》為主[34]。中國舊譯派，如真諦等人，傳法相宗傳承，而以玄奘為代表的新譯派，傳承的是唯識派[35]。
- 太虛法師認為法相必歸於唯識，不用另外分宗。
- 印順法師認為，法相源自印度西北上座部傳統，無著受說一切有部影響，形成法相宗；而無著、世親基於大乘佛教的見解，形成唯識宗。法相宗最終歸入唯識派[36]。
- 方東美認為，無著依《瑜伽師地論》，立法相宗。世親至護法一系，為唯識宗，後經玄奘傳入中國。安慧依彌勒與無著的思想，以《辨中邊論》及《攝大乘論》思想，建立唯識學派。

## 延伸阅读
- Bayer, Achim (2012). Addenda and Corrigenda to The Theory of Karman in the Abhidharmasamuccaya, 2012 Hamburg: Zentrum für Buddhismuskunde.
- Kalupahana, David J., , Delhi: ri Satguru Publications, 1992
- Keenan, John P. (1993). Yogācarā. pp. 203–212 published in Yoshinori, Takeuchi; with Van Bragt, Jan; Heisig, James W.; O'Leary, Joseph S.; Swanson, Paul L.(1993). Buddhist Spirituality:  Indian, Southeast Asian, Tibetan, and Early Chinese. New York City: The Crossroad Publishing Company. ISBN 0-8245-1277-4
- King, Richard. . Asian Philosophy. 1998, 8 (1): 5–18  [2021-08-17]. doi:10.1080/09552369808575468. （原始内容存档于2011-07-26）.
- Kochumuttom, Thomas A., , Delhi: Motilal Banarsidass, 1999
- Norbu, Namkhai (2001), The Precious Vase:  Instructions on the Base of Santi Maha Sangha. Shang Shung Edizioni. Second revised edition. (Translated from the Tibetan, edited and annotated by Adriano Clemente with the help of the author.  Translated from Italian into English by Andy Lukianowicz.)
- Park, Sung-bae, , SUNY Press, 1983
- Shantarakshita & Ju Mipham (2005). The Adornment of the Middle Way Padmakara Translation of Ju Mipham's commentary on Shantarakshita's root versus on his synthesis.
- Sponberg, Alan (1979). Dynamic Liberation in Yogacara Buddhism （页面存档备份，存于）, Journal of the International Association of Buddhist Studies 2(1), pp. 44–64.
- Stcherbatsky, Theodore (1936).  Mathyanta-Vibhanga, "Discourse on Discrimination between Middle and Extremes" ascribed to Bodhisattva Maiteya and commented by Vasubhandu and Sthiramathi, translated from the sanscrit, Academy of Sciences USSR Press, Moskow/Leningrad.
- Timme Kragh, Ulrich (editor) 2013, The Foundation for Yoga Practitioners: The Buddhist Yogācārabhūmi Treatise and Its Adaptation in India, East Asia, and Tibet, Volume 1 Harvard University, Department of South Asian studies.
- Zim, Robert (1995). Basic ideas of Yogacara Buddhism. San Francisco State University. Source:  （页面存档备份，存于） (accessed: October 18, 2007).

## 外部連結
- 釋聖嚴：〈明末的唯識學者及其思想 （页面存档备份，存于）〉。
- 倪梁康：〈賴耶緣起與意識發生：唯識學與現象學在縱－横意向性研究方面的比較與互補〉 （页面存档备份，存于）（2010）
- 倪梁康：〈唯識學與現象學中的「自身意識」與「自我意識」問題〉 （页面存档备份，存于）（2009）